# Хюсеин Казъм Кадри
Кадри Хюсеин Казъм бей (на турски: Kadri Hüseyin Kazım Bey) е османски офицер и чиновник.

## Биография
Роден е в 1870 година. Син е на трабзонския валия и везир Хаджи Егхем паша. Валия е в Алепо, кмет на Истанбул, а по-късно отново валия в Солун. Министър на правосъдието, търговията и вакъфите след Първата световна война.
През 1916 година публикува спомените си „Десетоюлската революция и последствията от нея“ под псевдонима Шейх Мухсин Фани. В тях критикува младотурския комитет заради близостта му с корумпираните, по неговите думи, Яне Сандански и Тодор Паница.